# Provincia de Sudurpashchim
Sudurpashchim (en nepalí: सुदूरपश्चिम प्रदेश) (provincia del Lejano Oeste) es una de las siete provincias establecidas por la nueva constitución de Nepal, que fue adoptada el 20 de septiembre de 2015. Limita al norte con la región autónoma del Tíbet de China, Karnali y la Lumbini al este y los estados indios de Uttarakhand al oeste y Uttar Pradesh al sur. Inicialmente conocida como Provincia N.º 7, la Asamblea Provincial recién elegida adoptó Sudurpashchim como el nombre permanente en septiembre de 2018 y la ciudad de Godawari fue declarada capital provincial.

## Subdivisiones administrativas
La provincia se divide en los siguientes distritos:
- Achham
- Bajhang
- Bajura
- Doti
- Kailali
- Baitadi
- Dadeldhura
- Darchula
- Kanchanpur

Los distritos son administrados por un comité de coordinación de distrito y un oficial de administración. Los distritos se subdividen en municipios y comunidades rurales (gaunpalikas). Sudurpashchim tiene una ciudad sub metropolitana, 33 municipios y 54 comunidades rurales.